# Klotar II.
Klotar II., včasih tudi Kotar Veliki ali Klotar Mlajši, je bil kralj Nevstrije (584-613) in kralj Frankov (613-629), * 584, † 18. oktober 629.
Bil je sin kralja Hilperika I. in njegove tretje žene Fredegunde. Vladati je začel kot otrok pod regentstvom svoje matere, ki je bila v nelahkem zavezništvu s Klotarjevim stricem Guntramom, kraljem Burgundije (umrl 592). Po materini smrti leta 597 je sam prevzel oblast v Nevstriji.
Nevstrija je bila sicer bogata, vendar ena od najmanjših dekov Frankovskega kraljestva. Klotar je z enako enako sprijenostjo in prelivanjem krvi nadaljeval materin spor z avstrazijsko kraljico Brunhildo in po zmagi, ki mu je omočila združitev celega Frankovskega kraljestva pod njegovo oblastjo, nazadnje dosegel njeno izjemno brutalno usmrtitev leta 613.
Klotarjeva vladavina je bila po tedanjih merilih dolga, vendar je njegovo moč vedno bolj najedala naraščajoča moč plemstva in cerkve in spori v sami Merovinški dinastiji. 18. oktobra 614 ali 615 je izdal tako imenovani Pariški edikt, s katerim je nameraval urediti državno upravo oziroma pravice in dolžnosti podložnikov v združenem kraljestvu, ki je nastalo po skoraj petdeset let trajajoči državljanski vojni med člani Merovinške dinastije. Z njim se je odrekel dela svoje oblasti v korist plemstva, zato nekateri zgodovinarji nanj gledajo kot na pravno osnovo za fevdalni družbeni red, drugi pa v njem vidijo listino, primerljivo z Veliko listino svoboščin, nastalo v Angliji leta 1215.
Leta 617 je uvedel doživljenjski položaj dvornega majordoma. Uvedba je pomenila pomembno spremembo v vsebini položaja, ki je sprva pomenil kraljevega hišnega gospodarja, potem pa nekakšnega ministrskega predsednika. Pod Pipinom Malim se je leta 751 položaj majordoma pretvoril v kraljevi položaj. Leta 623 je bil prisiljen oblast v Avstraziji predati svojemu mlademu sinu Dagobertu I..
Za Klotarja kot merovinškega vladarja je bilo nenavadno, da je bil monogamen, čeprav je imel tri kraljice. Bil je zaveznik cerkve in manj nasilen od večine svojih sorodnikov. Izjema je bila izredno kruta usmrtitev kraljice Brunhilde.

## Ozadje

### Frankovska ozemlja v 6. stoletju
Klotarjevo kraljestvo je bilo v ozemeljskih in političnih okvirih, ki so se začrtali leta 561 po smrti Klotarja I., sina Klodvika I. in starega očeta Klotarja II..
Po Klodvikovi smrti leta 511 so bila ustanovjena štiri kraljestva s prestolnicami v Reimsu, Soissonsu, Parizu in Orléansu. Akvitanija se je delila ločeno. Leta 550 je Klotar I., zadnji še živi od štirih bratov, združil Frankovsko kraljestvo pod svojo oblastjo in k njemu z osvojitvijo priključil Burgundijo.
Po Klotarjevi smrti leta 561 se je združeno kraljestvo ponovno razdelilo na enak način kot leta 511, tokrat na njegove štiri sinove. Sigibert I. je dobil Reims, Hilperik I. Soissons, Haribert I. Pariz in Guntram Orléans, h kateremu je bilo takrat priključeno tudi Burgundsko kraljestvo. Akvitanijo so tudi tokrat delili posebej. Sigibert je svojo prestolnico zelo kmalu preselil iz Reimsa v Metz, Guntram pa svojo iz Orléans v Chalon. Po Haribertovi smrti leta 567 so si njegovo ozemlje razdelili njegovi bratje: Sigibert je dobil Pariz, Hilperik pa Rouen. Zgleda, da sta se za njuni kraljestvi ravno v tem času prvič pojavili imeni Avstrazija in Nevstrija.

### Kraljevski spor in Fredegundine ambicije
Leta 560 sta se Sigibert in Hilperik poročila s setrama Brunhildo oziroma Galsvinto, hčerkama iberskega vizigotskega kralja Atanagilda. Hilperik je bil še vedno zelo navezan na svojo ljubico Fredegundo, zato se je Galsvinta nameravala vrniti na očetov dvor v Toledo. Leta 570 je bila umorjena. Za njeno smrt so osumili Hilperika, vendar so obtožbe kasneje zbledele. Hilperik se je samo nekaj dni po njenem umoru po zelo kratkem žalovanju uradno poročil s Fredegundo in jo povzdignil na položaj kraljice Frankovskega kraljestva.
Kmalu zatem je umrl tudi Brunhildin oče Atanagild, zato je ona postala edina odgovorna za ukepe proti Hilperiku. Sprva je pristala na denarno poravnavo, kmalu zatem pa se je odločila za niz vojaških operacij. Začel se je tako imenovani »kraljevski spor«, ki se je končal šele z Brunhildino smrtjo leta 613. Med sporom so se zvrstili naslednji pomembni dogodki: Sigibertov umor leta 575, Brunhildina aretacija in njena poroka s Hilperikovim sinom, Brunhildina vrnitev k njenemu sinu in Sigebertovemu nasledniku Hilderiku II. in Hilperikov umor leta 584.
Fredegunda, ki je bila nižjega stanu, si je prizadevala zagotoviti svoj položaj z odstranitvijo Meroveha in Klodvika, Hilperikovih sinov iz prejšnjega zakona z Audovero. Njeni lastni otroci so umrli že v zgodnjih otroških letih, zato se je njena igra izkazala kot umazana in nepotrebna. Spomladi leta 584 je ponovno rodila sina, ki bi lahko postal Hilperikov naslednik, seveda če bi živel dovolj dolgo.

## Zgodovinski viri
Glavna vira podatkov za tisto obdobje sta Zgodovina Frankov Gregorja Tourskega in Fredegarjeva kronika, čeprav sta nekoliko pristranska. Gregor morda tudi zato, ker je bil ključna oseba v nekaj takratnih sporih. Njegova Zgodovina Frankov, napisana v poznem 6. stoletju, opisuje samo dogodke do leta 572. Avtor je zelo naklonjen kraljici Brunhildi, Sigibertu in Hilperiku in izredno sovražen do Fredegunde. Fredegarjeva kronika, ki se začne z letom 584, je po drugi strani izjemno sovražna do Brunhilde. Vanjo je vključen življenjepis Klotarja II. in njegovi dogovori z Langobardi.

## Mladost
Ker so bili prvi štirje Hilperikovi in Fredegundini otroci morda umorjeni, ju je zelo skrbela usoda novorojenega sina. Po rojstvu mu zato nista dala imena in ga krstila, ampak sta čakala na razvoj dogodkov v kraljestvu, ki je bilo v tistem času polno spletk. Otrok je odračal v strogi tajnosti v kraljevi vili Vitry-en-Artois.
Septembra 584 je bil Hilperik I. po lovu v bližini njegove vile v Chellesu umorjen, morda na ukaz kraljice Brunhilde. Njegov umor je sprožil splošnen nered in nemire. V tem času so Avstrazijci opustošili del Nevstrije in si prisvojili dragocene zaklade, dobrine in pomembne dokumente.
Hilperikovo hčerko princeso Rigunto je na poti v Španijo, kjer naj bi se poročila s princem Rekaredom, ujel vojvoda Didier Toulouški. Ukradli so ji doto, jo prisilili, da prekliče zaroko, in jo poslali nazaj k materi. Med rivalskimi mesti se je začela vojna, v kateri so se Orléans, Blois in Chartres postavili proti Châteaudunu. 
Fredegundi je uspelo obdržati večino državne zakladnice in ključne politične osebe, med njimi generala Ansoalda in Audona, nekateri, med njimi komornik Eberul, pa so jo zapustili. Sina je odpeljala s seboj v Vitry in zaprosila burgundskega kralja Guntrama, naj ga posinovi in zaščiti. V zamenu mu je do sinove polnoletnosti ponudila oblast v Nevstriji.
Hildebert II., ki je bil ob Hilperikovem umoru v Meauxu, je nameraval napasti Pariz, vendar ga je Guntram prehitel. Hildebert se je začel pogajati z Brunhildo na eni strani in Guntarjem na drugi. Guntram je mnogo Hildebetovih zahtev zavrnil, med njimi vstop v Pariz in izročitev Fredegunde, ki jo je zahtevala Brunhilda zaradi njenih domnevih umorov Sigiberta I., Klodvika in Hilperika I..
Guntram je sklical skupščino Velike Nevstrije, ki je priznala Klotarja za Hilperikovega sina, čeprav je bilo o njegovi identiteti nekaj dvoma. Šele takrat so ga po starem očetu imenovali za Klotarja. Guntram je prevzel njegove državne obveznosti in uradno postal njegov krstni boter.
Za ponovno osvojitev nevstrijskih mest, izgubljenih po Hilperikovi smrti, je bil zadolžen general Ansoald. Mesta so po osvojitvi prisegla zvestobo Guntramu in Klotarju. Guntram je poskušal ponovno vzpostaviti red v nevstrijskih notranjih zadevah, verjetno v nasprotju s Fredegundinimi nasveti in morda zato, da bi pokazal svojo avtoriteto. Zaradi poroke Brunhilde z Merovehom, ki jo je opravil rouenski škof Pretekstat, je škofa prestavil in zamenjal ključne osebe v škofijskem sedežu.
Châteaudunski škof Promot, katerega škofija je bila po pariškem koncilu leta 573 degradirana, je v teh posegih videl kršenje kanonskega prava in zahteval svojo vrnitev iz pregnanstva, v katerem je bil do smrti Sigiberta I., in vrnitev večine svojega zasebnega premoženja.
Brunhildina odposlanca vojvoda Gararik in komornik Eberon sta s pomočjo škofov Gregorja Tourskega in Venancija Fortunata uspela na svojo stran dobiti mesta Limoges, Tours in Poitiers. Guntram se je na to odzval vojsko, ki je mesta takoj vrnila pod negovo in Klotarjevo oblast. Fredegundo so poslali v vilo Vaudreuil v rouenski škofiji, ker je nadzor nad njo prevzel škof Pretekstat.
Poleti 585 se je Guntram v vlogi Klotarjevega botra vrnil v Pariz, kot je prisegel Fredegundi. S seboj je pripeljal tri škofe in tristo nevstrijskih plemičev, ki so Klotarja priznavali za sina Hilperika I.. Krst je bil tokrat odložen. Opravili naj bi ga na koncilu v Troyesu. Avstrazija je svojo udeležbo na koncilu pogojevala s Klotarjevim razdedinjenjem, zato so koncil prestavili v Burgundijo in 23. oktobra 585 Klotarja krstili.
Medtem, ko je bil Guntram na pohodu za osvojitev vizigotske Septimanije, je Fredegunda pobegnila iz škofovega pripora v Rouen. Škofa Pretekstata so med nedeljsko mašo zabodli z nožem, vendar ni takoj umrl. Fredegunda je poslala po zdravnike, da bi dobila njegovo naklonjenost, škof pa jo je kljub temu odkrito obtožil, da je ona organizirala napad nanj in umore več kraljev. Kmalu zatem je umrl.
Kraljica je svojo svobodo izkoristila za zbiranje podpore čim večjega števila plemičev in škofov in dosegla, da so jo kljub izgnanstvu ponovno postavili na oblast. Guntram je poskušal zmanjšati njen vpliv, tako da je na svojo stran dobil del nevstrijske aristokracije in s pridobitvijo vojvode Beppolènea obdržal nevstrijsko ozemlje med Loaro in Seno. Leta 587 je mu je uspelo osvojiti mesta Angers, Saintes in Nantes. 
Fredegunda je ponudila mirovna pogajanja in h Guntramu poslala svoje odposlance. Guntram jih je aretiral, zaostril odnose z Nevstrijo, zbližal Brunhildo in Hildeberta II.. Z njim je sklenil Andelotsko pogodbo, da bo po smrti enega od njiju drugi nasledil njegovo kraljestvo. Guntram je leta 592 umrl in Hildebert II. je postal kralj Avstrazije in Burgundije.
Avstrazijsko-burgundska zveza je trajala samo do Hildebertove smrti leta 595. Njegovo kraljestvo sta si razdelila sinova Teodebert II., ki je nasledil Avstrazijo, in Teoderik II., ki je dobil Burgundijo. Brata sta se zatem skupaj odpravila na pohod proti svojemu bratrancu Klotarju II. Nevstrijskemu. Njuno zavezništvo je trajalo do leta 599, ko se je sprevrglo v medsebojno vojno.
Leta 593 se je komaj devet let star Klotar II. simbolično pojavil na čelu nevstrijske vojske, ki naj bi uničila napadalsko vojsko avstrazijskega vojvode Vintrija. Leta 596 je nadaljeval pohod in napadel obrobje Pariza in se izkazal kot sposoben vladar. Pri Fredegundini smrti lela 597 je postal samostojen vladar Nevstrije.

## Vladar Nevstrije

### Bitka pri Dormellesu
Leta 599 je začel vojno proti nečakoma Teoderiku II. Burgundskemu in Teodebertu II. Avstrazijskemu. Slednji ga je v bitki pri Dormellesu blizu Montereaua porazil in ga prisilil k podpisu pogodbe, s katero se je njegovo ozemlje skrčilo na pokrajine Beauvais, Amiens in Rouen, drugo pa sta si razdelila nečaka. Nečaka sta se takoj zatem začela med seboj vojskovati. Klotar je leta 605 napadel Teoderikovo kraljestvo, vendar ga ni uspel podrediti. Kasneje se je z njim še večkrat vojskoval, dokler ni Teoderik konec leta 613 v Metzu umrl.
Leta 604 je najprej poskušal osvojil izgubljeni del svojega kraljestva, kar se je končalo s porazom. Njegovega sina Meroveha, ki je bil takrat star štiri leta, je Teoderik po bitki pri Étampesu ujel, potem pa ga je Bertoald na Brunhildin ukaz umoril. Klotar je leta 607 pristal, da bo boter Teoderikovega sina, ki so ga krstili za Meroveha.
Približno takrat se je Teoderik poskušal poročiti s špansko vizigotsko princeso Ermenbergo, hčerko kralja Viterika, kar je povzročilo nove politične napetosti. Viterik se je začel pogajati s Klotarjem II. in langobardskim kraljem Agilulfov za zavezništvo. Koalicija proti Teoderiku ni bila sklenjena, kar je imelo pomembne posledice.

### Vojna med Avstrazijo in Burgundijo (610-612)
Leta 610 sta se Teodebert in Teoderik začela vojskovati. Na začetku vojne je Teodebert nekajkrat zmagal, čemur je sledila Teoderikova ponudba Klotarju, da mu za pomoč v vojni vrne severno Nevstrijo. Leta 612 so Teodeberta v bitkah pri Toulu in Tolbiacu v bližini Kölna popolnoma zdrobili.

### Vojna med Klotarjem in Avstrazijo-Burgundijo (613)
Teoderik je po vojni skladno z dogovorom Klotarju odstopil severno Nevstrijo, potem pa se je obrnil proti njemu in se odpravil na pohod na Nevstrijo, vendar je v Metzu leta 613 umrl zaradi griže. Po njegovi smrti se je vojska takoj razšla. Brunhilda je na avstrazijski prestol posadila svojega prapravnuka Sigiberta II..
V tistem času sta majordoma Avstrazije in Burgundije Varnahar in Rado zapustila Brunhildo in njenega vnuka Sigiberta II. in celo kraljestvo izročila Klotarju. Brunhildina in Sigibertova vojska se je s Klotarjevo srečala v Aisneu, kjer sta patricij Aletej in vojvoda Rocco dezertirala in stara gospa in mladi kralj sta morala pobegniti. V bitki, ki je sledila, je Klotar osebno ubil Bertoalda in se mu maščeval za umor svojega sina pred nekaj leti. Brunhildo in Sigiberta so Klotarjevi vojaki zasledovali, ju pri jezeru Neuchâtel ujeli in ju skupaj s Sigibertovim mlajšim bratom Korbom na Klotarjev ukaz usmrtili. Sledila je usmrtitev mnogo drugih družinskih članov razen njegovega vnuka Meroveha in morda Hildeberta, ki je pobegnil.
Brunhildo so obtožili umora desetih članov nevstrijske kraljeve družine in drugih frankovskih kraljevih družin in ji zato sodili. Med zasliševanji so jo izredno kruto mučili. Smrtno obsodbo so izvršili z razčetverjenjem. Klotar je po zmagi in umrtitvah postal edini vladar Frankov.

## Kralj vseh Frankov (613-629)
Klotar se je po združitvi vseh Frankov preselil v Pariz in podeželske vile v Alentoursu.

### Dvorni majordomi
Pomemben vidik, ki se je ohranil v upravah vseh treh upravnih enot tudi po združitvi v enotno kraljestvo, je bila ohranitev položaja dvornega majordoma. Majordom je bil sprva dvorjan, ki je usklajeval dogajanja na dvoru. Med kraljevskim sporom se je njegova vloga okrepila. Postal je upravitelj kraljevih posesti, ki jih je kralj predal aristokraciji. Leta 613 je bil ena od najbolj opaznih oseb v tej vlogi majordom Burgundije Varnahar, ki je bil zaslužen za Brunhildino ujetje. Na tem položaju je bil do svoje smrti leta 626. Njegova žena Berta je bila verjetno Klotarjeva hčerka. 

### Pariški edikt (614)
Leta 614 je Klotar II. objavil Pariški edikt, nakakšno frankovsko Magno Carto, s katerim je frankovskemu plemstvu dal veliko pravic in Jude izključil iz vseh državnih služb. S prepovedjo je vso pismenost v merovinški monarhiji dejansko prenesel pod neposredno kontrolo cerkve in zelo zadovoljil plemstvo, iz katerega so skoraj izključno izhajali škofi. 11. člen edikta navaja, da je izdan za ponovno vzpostavitev »reda in disipline v kraljestvu« in »zatiranje uporov in nesramnosti«. Edikt je veljal za vsa tri frankovska kraljestva. Zaradi številnih zlorab državnih uradnikov, med katerimi so bili tudi taki, ki jih je imenoval Hilperik, so uvedli več odlokov in zahtevo, da morajo uradniki prihajati iz regije, v kateri službujejo.
Majordoma Varnahar in Rado sta Klotarja v Bonneuil-sur-Marne pri Parizu leta 617 prepričala, da je majordomstvo razglasil za doživljenjsko funkcijo. S temi ukrepi je Klotar izgubil svoje zakonodajne sposobnosti. Veliko število zakonov, uveljavljenih med njegovo vladavino, je bilo verjetno posledica peticij plemičev, nad katerimi ni imel nobene oblasti in se na nanj niso ozirali.

### Dagobert postane kralj Avstrazije (623)
Klotar je leta 623 Avstrazijo prepustil svojemu mlademu sinu Dagobertu I.. Predaja je bila politična poteza, s katero se je vodilnima avstrazijskima plemičema, škofu Arnulfu iz Metza in majordomu Pipinu I., oddolžil za njuno podporo. Dagobert je postal samo delno neodvisen vladar.
V tistem času je Klotar spremenil tudi notranje meje kraljestva in regijo Reims pripisal k Nevstriji. Dagobert je kljub temu, da ni bil povsem neodvisen, leta 626 izpogajal njeno vrnitev.

### Notranja in zunanja politika
Kar se rodbinskih sporov tiče, Klotar ni bil nobena izjema v Merovinški dinastiji, po drugi strani pa je bil eden od redkih Merovingov, ki ni prakticiral mnogoženstva, ampak je bil do smrti zvest samo eni ženi naenkrat. Spoštoval je cerkev in njene nauke in jo imel za svojo zaveznico. Zelo verjetno je poskušal biti pobožen kralj, navdihnjen s svetostjo svojega strica Guntrama, ki je bil njegov zaščitnik in mu je prepustil svoj prestol. 
Leta 617 je obnovil prijateljsko pogodbo, ki je frankovske kralje povezovala z langobadskimi kralji. Zgleda, da je vodil politiko dobrih odnosov s pokristjanjenimi barbarskimi ljudstvi, dokler so imela dobre odnose s cerkvijo. 

## Smrt
Klotar je umrl 18. oktobra 629 star 45 let. Pokopan je bil poleg očeta v baziliki Saint Vincent v Parizu, ki je bila kasneje vgrajena v cerkev Saint-Germain-des-Prés. Vladal je dlje kot kateri koli drugi merovinški kralj. Ob njegovi smrti je bila moč krone močno okrnjena. Velik del moči je sam prenesel na plemstvo, s čimer je odprl pot vzponu majordomov in rois fainéants – brezdelnih kraljev.
Nevstrijska aristokracija je za kralja izbrala Dagobertovega polbrata Hariberta. Dagobert je s podporo Avstrazijcev in Burgundcev kmalu zatem zavladal vsem trem kraljestvom, Haribert pa je v Akvitaniji ustanovil svoje kraljestvo.

## Družina
Klotar je bil prvič poročen s Haldetrudo (okoli 575-604), s katero je imel
- sina Meroveha, katerega je nevstrijski majordom Landerik leta 604 poslal v Arele, da bi ga obranil pred Avstrazijcem Bertoaldom, vendar so ga ujeli in usmrtili.
- Emo, ki se je leta 618 poročila s Kentskim kraljem Eadbaldom (umrla 640).

Z drugo ženo Bertrudo (okoli 613-618), ki je bila verjetno hčerka burgundskega patricija Rihomerja in Gertrude, je imel
- sina Dagoberta I. (okoli 605-639), kralja Frankov, in morda
- sina, ki je umrl v otroštu leta 617.
- Berto (umrla 626), poročeno z burgonjskim majordomom Varnaharjem.

Leta 618 se je poročil z Gomatrudino sestro Sihildo, ki se je kasneje poročila z Dagobertom I., in morda Brodulfo (ali Brunulfo), ki je kasneje podprla Hariberta II.. V tem zakonu je imel
- sina Hariberta II. (umrl 632), kralja Avitanije, in
- hčerko Odo.

## Družinsko drevo
|  |                             |  |  |  |  |  |  |  |  |  |  |  |  |  |  |  |
|  | 16. Hilderik I.             |  |  |  |  |  |  |  |  |  |  |  |  |  |  |  |
|  |                             |  |  |  |  |  |  |  |  |  |  |  |  |  |  |  |
|  |                             |  |  |  |  |  |  |  |  |  |  |  |  |  |  |  |
|  | 8. Klodvik I.               |  |  |  |  |  |  |  |  |  |  |  |  |  |  |  |
|  |                             |  |  |  |  |  |  |  |  |  |  |  |  |  |  |  |
|  |                             |  |  |  |  |  |  |  |  |  |  |  |  |  |  |  |
|  | 17. Basina Turingijska      |  |  |  |  |  |  |  |  |  |  |  |  |  |  |  |
|  |                             |  |  |  |  |  |  |  |  |  |  |  |  |  |  |  |
|  |                             |  |  |  |  |  |  |  |  |  |  |  |  |  |  |  |
|  | 4. Klotar I.                |  |  |  |  |  |  |  |  |  |  |  |  |  |  |  |
|  |                             |  |  |  |  |  |  |  |  |  |  |  |  |  |  |  |
|  |                             |  |  |  |  |  |  |  |  |  |  |  |  |  |  |  |
|  | 18. Hilperik II. Burgundski |  |  |  |  |  |  |  |  |  |  |  |  |  |  |  |
|  |                             |  |  |  |  |  |  |  |  |  |  |  |  |  |  |  |
|  |                             |  |  |  |  |  |  |  |  |  |  |  |  |  |  |  |
|  | 9. Klotilda Burgundska      |  |  |  |  |  |  |  |  |  |  |  |  |  |  |  |
|  |                             |  |  |  |  |  |  |  |  |  |  |  |  |  |  |  |
|  |                             |  |  |  |  |  |  |  |  |  |  |  |  |  |  |  |
|  | 2. Hilperik I.              |  |  |  |  |  |  |  |  |  |  |  |  |  |  |  |
|  |                             |  |  |  |  |  |  |  |  |  |  |  |  |  |  |  |
|  |                             |  |  |  |  |  |  |  |  |  |  |  |  |  |  |  |
|  | 5. Aregunda                 |  |  |  |  |  |  |  |  |  |  |  |  |  |  |  |
|  |                             |  |  |  |  |  |  |  |  |  |  |  |  |  |  |  |
|  |                             |  |  |  |  |  |  |  |  |  |  |  |  |  |  |  |
|  | 1. Klotar II.               |  |  |  |  |  |  |  |  |  |  |  |  |  |  |  |
|  |                             |  |  |  |  |  |  |  |  |  |  |  |  |  |  |  |
|  |                             |  |  |  |  |  |  |  |  |  |  |  |  |  |  |  |
|  | 3. Fredegunda               |  |  |  |  |  |  |  |  |  |  |  |  |  |  |  |
|  |                             |  |  |  |  |  |  |  |  |  |  |  |  |  |  |  |
|  |                             |  |  |  |  |  |  |  |  |  |  |  |  |  |  |  |

### Primarni viri
- Gregor Tourski. Zgodovina Frankov.
- Fredegar. Kronika merovinških časov, angleški prevod. DeVilliers and J. Meyers, Brepols Publishing, 2001, ISBN 2503511511.
- Chronicles of the time of King Dagobert (592-639), prevod François Guizot in Romain Fern. Paleo, Clermont -Ferrand,"Sources of the history of France", 2004, ISBN 2-913944-38-8.

### Sodobni viri
- Christian Settipani. The Prehistory of the Capetians, vol. 1, Patrick van Kerrebrouck, 1993, ISBN 2-9501509-3-4, str. 92-100.
- Jean-Charles Volkmann. Known genealogy of the kings of France, Gisserot Publishing, 1999, ISBN 2-877472086.
- Stéphane Lebecq. The Frankish origins, Points/Seuil, 1990, str. 117-119 in 122-130.
- Noelle Leca Deflou, Alain Dubreucq, urednika. Societies in mid-late sixth - ninth century Europe. Atlande, coll. Key Contest 2003, str. 575, ISBN 9782912232397.
- Bachrach, Bernard S. (1972). Merovingian Military Organization, 481–751. Minneapolis: University of Minnesota Press. ISBN 0-8166-0621-8.
- Geary, Patrick J. (1988). Before France and Germany: The Creation and Transformation of the Merovingian World. Oxford: Oxford University Press. COBISS 4676186. ISBN 0-19-504458-4.
- James, Edward (1991). The Franks. London: Blackwell. COBISS 126314496. ISBN 0-631-14872-8.
- Oman, Charles (1914). The Dark Ages, 476–918. London: Rivingtons.
- Wallace-Hadrill, J. M. (1962). The Long-Haired Kings, and Other Studies in Frankish History. London: Methuen.
- Wood, Ian N. (1994). The Merovingian Kingdoms, 450–751. London ; New York : Longman. COBISS 7264627. ISBN 0-582-21878-0.
- Ivan Gobry. Clothar II.. Editions Pygmalion, 2005, ISBN 2-85704-966-8.

| Klotar II. Merovinška dinastijaRojen: 584 Umrl: 629 |                                                |                                                                            |
| Predhodnik: Hilperik I.                             | Kralj Nevstrije 584–613 z Fredegundo (584–597) | Naslednik: Dagobert I. v Avstraziji in Nevstriji Haribert II. v Akvitaniji |
| NezasedenoZadnji nosilec nazivaKlotar I.            | Kralj Frankov 613–629                          | Naslednik: Dagobert I. v Avstraziji in Nevstriji Haribert II. v Akvitaniji |